# セルヒオ・カメージョ
セルヒオ・カメージョ・ペレス（Sergio Camello Pérez, 2001年2月10日 - ）は、スペイン・マドリード州マドリード出身のサッカー選手。ラ・リーガ・ラージョ・バジェカーノ所属。ポジションはFW。

## クラブ経歴
地元アトレティコ・マドリードのカンテラから2018年にBチームに昇格。Bチームで15試合6ゴールを決め、シーズン終盤にトップチームに昇格。2018-19シーズン最終戦となった2019年5月18日のレバンテUD戦で、後半開始からの交代出場でトップチームデビュー。敵地エスタディオ・シウダ・デ・バレンシアでの試合ながら、同シーズンでの退団を表明していたアントワーヌ・グリーズマンに激しい罵声が飛ぶ中、試合終了間際に同点となるプロ初ゴールを決め、2-2の引き分けに持ち込んだ。
2021年8月31日、セグンダ・ディビシオンのCDミランデスに1シーズンのレンタル移籍をすることが発表された。
2022年8月3日、アトレティコ・マドリードとの契約を2026年6月末まで延長し、2022-23シーズンはラ・リーガのラージョ・バジェカーノにレンタル移籍することが発表された。

## 代表経歴
プロ入り前の2017年から、各ユース世代のスペイン代表に招集されている。2018年にはU-17スペイン代表としてUEFA U-17欧州選手権2018に出場したが、ベスト8でU-17ベルギー代表に1-2で敗れた。

## 個人成績
2023年8月4日現在
| クラブ                        | シーズン     | リーグ戦     | リーグ戦 | リーグ戦 | 国王杯 | 国王杯 | 国際大会 | 国際大会 | その他 | その他 | 通算 | 通算 |
| クラブ                        | シーズン     | ディビジョン | 出場     | 得点     | 出場   | 得点   | 出場     | 得点     | 出場   | 得点   | 出場 | 得点 |
| ----------------------------- | ------------ | ------------ | -------- | -------- | ------ | ------ | -------- | -------- | ------ | ------ | ---- | ---- |
| アトレティコ・マドリードB     | 2018-19      | セグンダB    | 16       | 6        | —      | —      | —        | —        | 2      | 0      | 18   | 6    |
| アトレティコ・マドリードB     | 2019-20      | セグンダB    | 16       | 5        | —      | —      | —        | —        | 1      | 0      | 17   | 5    |
| アトレティコ・マドリードB     | 2020-21      | セグンダB    | 23       | 5        | —      | —      | —        | —        | —      | —      | 23   | 5    |
| アトレティコ・マドリードB     | クラブ通算   | クラブ通算   | 55       | 16       | 0      | 0      | 0        | 0        | 3      | 0      | 58   | 16   |
| アトレティコ・マドリード      | 2018-19      | ラ・リーガ   | 1        | 1        | 0      | 0      | —        | —        | —      | —      | 1    | 1    |
| アトレティコ・マドリード      | 2019-20      | ラ・リーガ   | 2        | 0        | 1      | 0      | 0        | 0        | 0      | 0      | 3    | 0    |
| アトレティコ・マドリード      | 2020-21      | ラ・リーガ   | 0        | 0        | 1      | 0      | 1        | 0        | —      | —      | 2    | 0    |
| アトレティコ・マドリード      | クラブ通算   | クラブ通算   | 3        | 1        | 2      | 0      | 1        | 0        | 0      | 0      | 6    | 1    |
| ミランデス (loan)             | 2021-22      | セグンダ     | 36       | 15       | 1      | 0      | —        | —        | —      | —      | 37   | 15   |
| ラージョ・バジェカーノ (loan) | 2022-23      | プリメーラ   | 38       | 6        | 3      | 1      | -        | -        | -      | -      | 41   | 7    |
| キャリア通算                  | キャリア通算 | キャリア通算 | 132      | 38       | 6      | 1      | 1        | 0        | 3      | 0      | 142  | 39   |

## タイトル

### 代表
U-23スペイン代表
- パリオリンピック金メダル: 2024